# Axel Sjöberg (smed)
Axel Vilhelm Sjöberg, född 14 maj 1880 i Kungsholms församling, Stockholm, död 28 september 1966 i Edebäck, Ekshärads församling, Värmlands län
, var en svensk konstsmed, uppfinnare och tandatlet.
Sjöberg flyttade 1908 till Edebäck och startade konstsmedja, sedermera Stjärnsforssmedjan.